# Miura Top Sport
O Top Sport foi um automóvel esportivo fora-de-série, produzido pela Miura de 1989 a 1992.